# Hans Baumann (Journalist)
Hans Baumann (* 1924 in Essen) ist ein deutscher Wirtschaftsjournalist.

## Leben
Baumanns Vater arbeitete für Krupp. In seiner Jugend war er erfolgreicher Boxer und Leichtathlet. Er absolvierte eine Ausbildung zum Kaufmann und wurde dann zur Wehrmacht eingezogen. An der Ostfront wurde er verwundet. Nach dem Zweiten Weltkrieg besuchte er das Helmholtz-Gymnasium Essen und holte das Abitur nach. 1946 war er Volontär bei der Tageszeitung Die Welt in Essen. Im Anschluss studierte er Volkswirtschaftslehre an der Universität zu Köln und wurde Korrespondent der Welt. Darüber hinaus war er für die Welt am Sonntag tätig, deren Nordrhein-Westfalen-Teil er betreute. Später wurde er Leiter der Wirtschaftsredaktion und Europa-Beauftragter der Welt.

## Auszeichnungen
- 1971: Theodor-Wolff-Preis
- 1990: Bayerischer Bierorden

## Schriften
- Männer und Mächte an Rhein und Ruhr. Von Banken, Bossen und Genossen. Desch, München u. a. 1973, ISBN 3-420-04676-6.